# Філофора ребриста
Філофора ребриста (Phyllophora crispa) — червона водорість роду філофора (Phyllophora). Зарості цієї рослини у Чорному морі описані у 1908 році дослідником С. О. Зерновим, від чого вони отримали назву — «поля Зернова».

## Назва
Слово crispa з латини означає покручений, нерівно хвилястий. 

## Будова
Утворює кущисте слойовище до 50 см заввишки. В основі слойовища сланке з характерними ризоїдальними виростами, якими водорість прикріплюється до кам'янистого ґрунту. На вертикальних циліндричних розгалужених сланях виростають червоні пластинки 2-8 см з тонкими та кучерявими краями та потовщеною центральною віссю. З старих пластинок виростають нові. Схожа на Філофору Броді Phyllophora truncata (Pall.) Zinova.

## Поширення та середовище існування
Росте на мілководді Чорного моря у районі Севастополь — Одеса — дельта Дунаю. Для охорони крупної колонії філофори у 2008 році створено ботанічний заказник загальнодержавного значення Філофорне поле Зернова, розташований в акваторії Чорного моря поблизу Одеської області. Філофора ребриста також поширена у Середземному морі. Зустрічається на глибині від 20 до 60 м. У таких заростях живуть риби.

## Практичне застосування
Водорость використовують для отримання агароїду. На полях Зернова добувалося близько 20 тис. тон сировини за рік у 1990 році.